# Scarus quoyi
Scarus quoyi е вид бодлоперка от семейство Scaridae. Видът не е застрашен от изчезване.

## Разпространение и местообитание
Разпространен е в Австралия (Коралови острови), Британска индоокеанска територия (Чагос), Бруней, Вануату, Виетнам, Източен Тимор, Индия, Индонезия, Камбоджа, Кокосови острови, Малайзия, Малдиви, Мианмар, Микронезия, Нова Каледония, Палау, Папуа Нова Гвинея, Провинции в КНР, Сингапур, Соломонови острови, Острови Спратли, Тайван, Тайланд, Филипини, Шри Ланка и Япония.
Обитава крайбрежията на морета и рифове. Среща се на дълбочина от 2 до 18 m.

## Описание
На дължина достигат до 40 cm.